# Gyllenfetblad
Gyllenfetblad (Sedum aizoon) är en växtart i familjen fetbladsväxter.